# 우편법
우편법은 공공 복지증진 차원에서 정해진 우편에 관한 기본 법률 사항으로 우편법에서 말하는 우편은 통상우편과 소포우편으로 나뉜다. 통상우편은 서신과 의사전달물, 통화(송금통지서 포함) 관련 및 소형으로 포장된 우편을 뜻하며 소포우편은 통상우편을 제외한 나머지 포장물 우편을 뜻한다. 1장 1조엔 우편법 제정의 목적과 우편 용어의 정의를 서술하고 있고 1장 2조부터는 우편 행위의 규범에 관해 서술하고 있다.